# Лакшмікарна
Лакшмікарна (гінді लक्ष्मीकर्ण; д/н — 1073) — магараджахіраджа держави Чеді-Дагали у 1041—1073 роках.

## Життєпис

### Молоді роки
Походив з династії Калачура. Старший син Гангеядеви. Замолоду долучився до військових кампаній батька. Близько 1038 року самостійно очолив військо проти Наяпали, магараджахіраджи імперії Пала, з метою захоплення регіону Анга. Згідно написів Калачура здобув перемогу (захопив область Гаудадеша), але джерела Пала повідомляють, що після 2 років боротьби Лакшмікарна відступив. Остання є ближче до справжнього перебігу подій. Можливо він дійсно поперевах мав успіх, але відступив, оскільки готувався вступити у боротьбу за владу, оскільки батько на той час був хворим. 1041 року успадкував трон.

### Панування
Невдовзі ймовірно підтримав Сомешвару I з Західних Чалук'їв, що втрутився у боротьбу за трон в державі Східних Чалук'їв, що призвело до збройного конфлікту з Раджадхіраджею Чола I. Є згадка, що нібито війська Калачура дійшли до столиці Чола, але це малоймовірно. Ймовірно 1046 року після перемоги Раджадхіраджи Чола I над Сомешварою I перейшов на бік Чола, що призвело до війни з Західними Чалук'ями. З хронік обох держав неможливо виявити, хто вийшов переможцем, тому вважається, що жодна зі сторін не досягла принципового успіху. Ймовірно під час цієї війни Лакшмікарна здійснив грабіжницький похід проти Бгіми I Чаулук'ї, магараджи Гуджари, якому завдав тяжкої поразки. Чаулук'я визнали зверхність Калачура.
У 1048 році атакував східні землі регіону Ванга (південна Бенгалія) і Анга, де спочатку переміг магараджу Говіндачандру. Лакшмікарна призначив Ваджрадамана намісником захопленої держави. Син Ваджрадамана Джатаварман одружився з дочкою Лакшмікарни — Вірашрі. 1050 року придушено спробу Говіндачандри відновити трон Ванги. Разом з тим спробував захопити Ангу, війна за яку тривала декілька років. Джайнський автор Гемачандра стверджує, що Лакшмікарна здобув перемогу й отримав від суперника згоду на сплату данини. Зрештою з магараджахіраджею Віграхапалою III було укладено мирний договір, за яким той отримував Ангу (за яку сплачував данину) та одружувався на Яуванашрі (Юванашрі), доньці Лакшмікарни. Цим останній забезпечив кордони на сході.

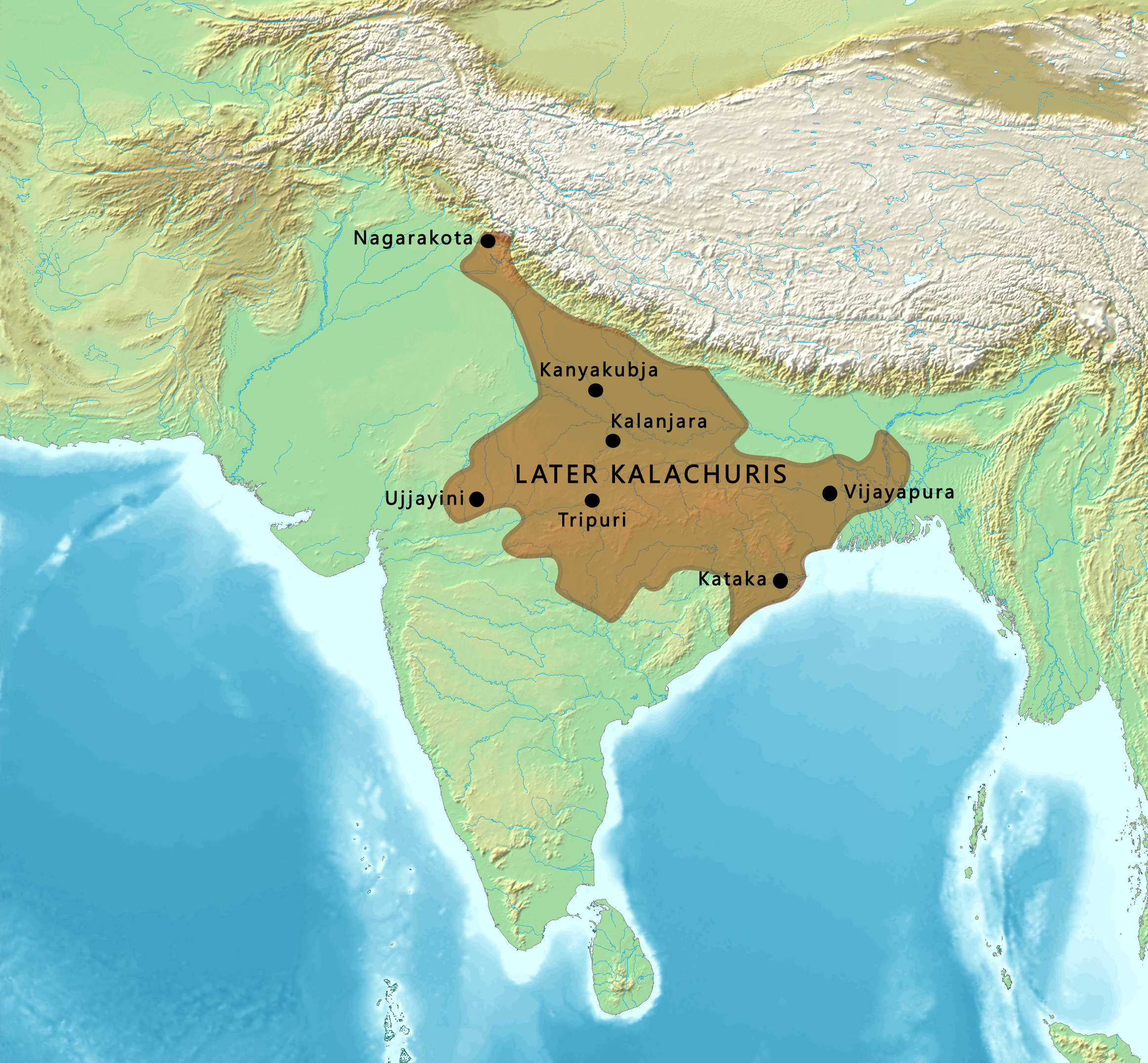
Володіння Лакшмікарни бл. 1050 року

1051 року здійснив успішний похід проти Чандела, захопивши чималу здобич. Близько 1052 року прийняв почесний титул чакравартіна та почесний титул раджатраядхіпаті («Володар трьох сил: коней, слонів і людей»). Невдовзі заснував нову столицю Карнаваті.
Близько 1055 року (за іншими відомостями 1060) спільно з Бгімою I Чаулук'я з двох боків атакував володіння Бходжею Парамарою, магараджи Малави, який зазнав поразки і загинув. Лакшмікарна надав Бгімі лише захоплені гроші, тоді яких сам захопив володіння в Малаві. Це спричинило війну з Чаулук'я. Війська ворога швидко просунувся до столиці Калачура — Трипурі. Лакшмікарна уклав мирний договір, подарувавши Бгімі I слонів, коней і золоту мандапіку Бходжи Парамари. Цим скористався Джаясімха I, син Бходжи, який за допомогою Сомешвари I відвоював Малаву. Лакшмікарна боровся декілька років.
1060 року виступив проти Девавармана, магараджи Чандела, якому завдав нищівної поразки. Наступник останнього Кірті-варман визнав зверхність Калачура. За цим втрутився уборотьбу за владу в державі Західних Чалук'їв, підтримавши Сомешвару II. Його брата-суперника Вікрамадітью підтримав Джаясімха I Парамара, магараджа Малави. Лакшмікарна скористався ситуацією для вторгнення до Малави, де завдав поразки Джаясімхі I, захопивши його державу. Втім невдовзі стикнувся з Удаядітьєю, стрийком Джаясімхи I. Разом з тим його союзник Сомешвара II змушений був до 1068 року відбивати напад Вірараджендри Чола. Ця запекла війна тривала до 1070 року, коли останній помер.
За цим союзники завдали поразки Вікрамадітьї, а потім атакували Удаядітью. Водночас повстав Кірті-варман, правитель Чандела. 1073 року в розпал однієї з кампаній Лакшмікарна помер в Праяграджі. За іншими відомостями 1072/1073 року він зрікся влади. Йому спадкував син Яшагкарна.

## Меценат
Лакшмікарна протегував кільком поетам і вченим санскриту, пракріту та апабхрамші, зокрема поетам Білхану, Віллану, Начіраджу, Карпуру та Від'япаті.
Фундував храм Карнамеру у Варанасі, що був присвячений Шиві, 3-рівневий храм Магадеви — в Амаркантаку, храм Віратешвара в Сохагпурі. Він замовив ґгат Карна-Тіртха у Праязі. Він також надав аграхару (володіння) Карнаваті для утрмиання брагманів.